# Baherowe
Baherowe (ukr. Багерове, ros. Багерово, Bagierowo) – osiedle typu miejskiego na Ukrainie, w Autonomicznej Republice Krymu (de iure stanowiącej integralną część państwa ukraińskiego, w 2014 anektowanej przez Rosję i odtąd funkcjonującej jako Republika Krymu), w rejonie lenińskim. W 2001 liczyło 4551 mieszkańców. Według spisu ludności przeprowadzonego przez okupacyjne władze rosyjskie populacja wsi w 2014 wynosiła 3956 osób, a w 2021 - 3972.